# Szél Júlia
Szél Júlia, Kalmár Árpádné (Hajdúszoboszló, 1927. szeptember 18. – 2020. február 23. vagy előtte) magyar újságíró.

## Életpályája
Szülei Széll Lajos és Kiss Julianna voltak. 1945–1949 között a MADISZ ifjúsági mozgalom résztvevője volt. 1949–50-ben a Magyar Rádió külső munkatársa volt. 1950–1991 között a Magyar Rádió munkatársa, az aktuális politikai, gazdasági, majd a belpolitikai rovatok munkatársa és főmunkatársa volt. 1952–1957 között az ELTE BTK magyarszakán tanult. 1970–1985 között a Kóta szerkesztőbizottsági tagja volt. 1992-ben nyugdíjba vonult.

## Magánélete
1948-ban házasságot kötött Kalmár Árpáddal.

## Műsorai
- Jelenidőben
- Válogatott perceink
- Hajnali kalendárium

## Díjai
- SZOT-díj (1979)
- Rózsa Ferenc-díj (1986)
- Aranytoll (1995)
- Magyar Lajos-díj (1996)